# Різдво, знову
«Різдво, знову» (англ. Christmas, Again) — незалежний фільм і різдвяна драмедія 2014 року режисера Чарльза Покела за власним сценарієм.
Прем'єра фільму відбулася на міжнародному кінофестивалі в Локарно у 2014 році в Швейцарії, а також була показана на кінофестивалі «Санденс» в США у 2015 році.

## Сюжет
Ноель, самотній та нічим не примітний продавець різдвяних ялинок, вкотре повертається перед Різдвом до Нью-Йорка. Живучи в трейлері та працюючи в нічну зміну, він розбавляє одноманітність свого буття психоактивними речовинами, поки таємнича жінка та кілька колоритних клієнтів не струшують його.

## У ролях
| Актор          | Роль                     |
| -------------- | ------------------------ |
| Кентакер Одлі  | Ноель                    |
| Ханна Гросс    | Лідія                    |
| Крейг Батта    | Чоловік з Bluetooth      |
| Маріо Кантільо | нічний клієнт            |
| Хізер Кортні   | вагітна дружина          |
| Мартін Кортні  | чоловік на милицях       |
| Девід Ґолд     | хлопець з вінками        |
| Дакота Ґолдгор | замовниця простого вінка |
| Івонн Гужеле   | дама з ялинкою Обами     |

## Виробництво
Сценарист і режисер Чарльз Покел сам був продавцем різдвяних ялинок і використав свій заробіток для фінансування фільму.

## Оцінки критиків
На основі рецензій 20 критиків фільм «Різдво, знову» має 100% рейтинг і 7,3 бала з 10 на сайті агрегатора рецензій Rotten Tomatoes. На платформі Metacritic фільм отримав середній бал 79 зі 100 на основі відгуків 12 кінокритиків, що відповідає категорії «в цілому схвально».